# ینگجه (مراغه)
ینگجه یکی از روستاهای استان آذربایجان شرقی است که در دهستان سراجوی شمالی بخش مرکزی شهرستان مراغه در فاصله ۳۷ کیلومتری مراغه است.مردم ینگجه اکثرا فوتبال دوست هستند وطرفدار تیم فوتبال تراکتورسازی تبریز هستند